# Panellus crawfordii
Panellus crawfordii är en svampart som först beskrevs av G. Stev., och fick sitt nu gällande namn av Segedin, P.K. Buchanan & J.P. Wilkie 1995. Panellus crawfordii ingår i släktet Panellus och familjen Mycenaceae.   Inga underarter finns listade i Catalogue of Life.